# 夏ひらく青春
「夏ひらく青春」（なつひらくせいしゅん）は、1975年6月にリリースされた山口百恵の9枚目のシングルである。発売元はCBSソニー。

## 概要
山口は同年末に放送された『第26回NHK紅白歌合戦』に2年連続2回目の出場を果たし、表題曲を披露した。

## 収録曲
| 全作詞: 千家和也、全作曲: 都倉俊一。 |                      |           |            |            |      |
| #                                    | タイトル             | 作詞      | 作曲・編曲 | 編曲       | 時間 |
| 1.                                   | 「夏ひらく青春」     | 千家和也  | 都倉俊一   | 穂口雄右   | 3:03 |
| 2.                                   | 「愛がひとつあれば」 | 千家和也  | 都倉俊一   | 馬飼野康二 | 3:05 |
| 合計時間:                            | 合計時間:            | 合計時間: | 6:08       |            |      |

## 品番
- 1975年6月10日 - EP: SOLB 280（シングル）

## 関連シングル
- 1978年4月21日 - EP: 06SH 299（「GOLDEN SINGLE」 片面: ささやかな欲望）
- 1989年3月21日 - 8cmCD: 10EH 3177（「Platinum Single SERIES」 C/W: ささやかな欲望）
- 2006年1月18日 - 8cmCD: オリジナル・カラオケ（「MOMOE LIVE PREMIUM」）

## 関連作品
- 夏ひらく青春
  - ささやかな欲望
  - Best of Best 山口百恵のすべて
  - 33 SINGLES MOMOE
  - 百恵復活
  - 山口百惠ベスト・コレクション〜横須賀ストーリー〜
  - 百惠辞典
  - ベスト・セレクション Vol.1
  - GOLDEN☆BEST 山口百恵 PLAYBACK MOMOE part2
  - MOMOE PREMIUM
  - Complete MOMOE PREMIUM
  - 山口百恵ベスト・コレクション VOL.1
  - コンプリート百恵伝説
  - GOLDEN☆BEST 山口百恵 コンプリート・シングルコレクション

- 夏ひらく青春 （ライブ音源）
  - 百恵ライブ -百恵ちゃん祭りより-
  - MOMOE ON STAGE
  - MOMOE LIVE PREMIUM

- 愛がひとつあれば
  - ささやかな欲望
  - Best of Best 山口百恵のすべて
  - 百惠辞典
  - MOMOE PREMIUM
  - Complete MOMOE PREMIUM
  - コンプリート百恵伝説